# Plagiomima similis
Plagiomima similis är en tvåvingeart som först beskrevs av Townsend 1917.  Plagiomima similis ingår i släktet Plagiomima och familjen parasitflugor. Inga underarter finns listade i Catalogue of Life.